# Szotíriosz Verszísz
Szotíriosz Verszísz (görögül: Σωτήριος Βερσής; Athén, 1876 – 1919) kétszeres olimpiai bronzérmes görög súlyemelő, diszkoszvető.
Az 1896. évi nyári olimpiai játékokon indult súlyemelésben. Mindkét versenyszámban indult: egykaros súlyemelésben 40 kg-os eredménnyel 4. lett, kétkaros súlyemelésben 90 kg-os teljesítménnyel bronzérmet szerzett.
Indult még atlétikában is, diszkoszvetésben bronzérmes lett.
Az 1900. évi nyári olimpiai játékokon visszatért, ám ekkor csak atlétikában indult, és súlylökésben helyezés nélkül zárt.